# توني نولز
توني نولز (بالإنجليزية: Tony Knowles)‏ هو شخصية أعمال وصاحب مطعم وسياسي أمريكي، ولد في 1943 في تلسا في الولايات المتحدة. نشط حزبياً في الحزب الديمقراطي. وقد انتخب حاكم ألاسكا ‏ (5 ديسمبر 1994 – 2 ديسمبر 2002) وانتخب عمدة أنكوريج (1982 – 1987).

## وصلات خارجية
- توني نولز على موقع إن إن دي بي (الإنجليزية)